# 帕內爾 (密歇根州)
帕內爾（英語：Parnell）是位於美國密歇根州肯特縣格拉頓鎮區的一個非建制地區。

## 地理
帕內爾所處的海拔為高於海平面254米（即833英呎），而該地所採用的時區為UTC-5，即北美东部時區（EST）。同時該地設有夏令時間，為UTC-5調快一小時，即UTC-4（EDT）。